# Kosmos 167
Kosmos 167 (ros. Космос-167) – radziecka sonda kosmiczna, która miała dotrzeć do Wenus w ramach programu Wenera. Nie zdołała opuścić orbity okołoziemskiej.
Sonda została wystrzelona 17 czerwca 1967 roku z kosmodromu Bajkonur. Była to sonda tego samego typu co Wenera 4, której misja była dużym sukcesem. Sonda osiągnęła orbitę okołoziemską, ale nie włączył się silnik, który miał skierować sondę do Wenus. Przyczyną było nieschłodzenie turbopompy przed startem. Sonda pozostała na orbicie okołoziemskiej przez 8 dni, po czym spłonęła w atmosferze.
Radzieckim sondom, które pozostały na orbicie okołoziemskiej, nadawano oznaczenie Kosmos, niezależnie od tego jaki miał być cel misji. Zgodnie z tą praktyką sonda została nazwana Kosmos 167.